# 유리 류비모프

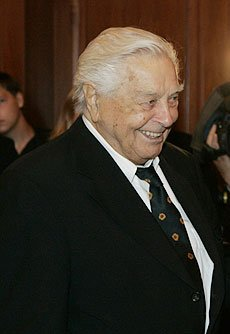
유리 류비모프

유리 페트로비치 류비모프(Yuri Petrovich Lyubimov, 러시아어: Ю́рий Петро́вич Люби́мов, 1917년 9월 30일 야로슬라블 ~ 2014년 10월 5일 모스크바)는 러시아의 배우이자 연출가다.
바흐탄고프 극장 부속 연극학교 출신으로 1947년 동 극장의 배우가 되었고, 동시에 연극학교에서 교편을 잡았다. 1963년에는 자기가 맡고 있던 클라스의 졸업기념 공연으로 브레히트 작 <세츄안의 선인(善人)>을 상연하였는데, 이의 성공으로 클로즈업되었다. 이듬해의 시즌부터는 이들 졸업생을 이끌고 타간카 광장의 드라마 코미디 극장의 수석 연출가로 취임했다. 여기서 그가 연출한 <세계를 뒤흔든 10일간>(존 리드 원작)이 큰 반향을 불러일으켰다. 그러나 이 극장이 연극성을 너무 중시한 나머지, 극작 그 자체를 경시하여 스스로의 상연 대본에 의지하는 경향에는 위험성이 있다.